# Presteigne
Presteigne (Llanandras in het Welsh) is een plaats in Wales, in het bestuurlijke graafschap en in het ceremoniële behouden graafschap Powys. De plaats telt 2191 inwoners.

## Bekende personen

### Woonachtig
- Jim Williams, darter [1]